# Eastman (Wisconsin)
Eastman és una població dels Estats Units a l'estat de Wisconsin. Segons el cens del 2000 tenia 437 habitants.

## Demografia
Segons el cens del 2000, Eastman tenia 437 habitants, 163 habitatges, i 109 famílies. La densitat de població era de 47,1 habitants per km².
Dels 163 habitatges en un 37,4% hi vivien nens de menys de 18 anys, en un 60,7% hi vivien parelles casades, en un 0,6% dones solteres, i en un 33,1% no eren unitats familiars. En el 30,7% dels habitatges hi vivien persones soles el 16,6% de les quals corresponia a persones de 65 anys o més que vivien soles. El nombre mitjà de persones vivint en cada habitatge era de 2,68 i el nombre mitjà de persones que vivien en cada família era de 3,43.
Per edats la població es repartia de la següent manera: un 31,8% tenia menys de 18 anys, un 8% entre 18 i 24, un 26,5% entre 25 i 44, un 19,7% de 45 a 60 i un 14% 65 anys o més.
L'edat mediana era de 34 anys. Per cada 100 dones de 18 o més anys hi havia 98,7 homes.
La renda mediana per habitatge era de 32.321 $ i la renda mediana per família de 41.250 $. Els homes tenien una renda mediana de 29.583 $ mentre que les dones 21.250 $. La renda per capita de la població era de 12.922 $. Aproximadament el 5,7% de les famílies i el 10,7% de la població estaven per davall del llindar de pobresa.

## Poblacions més properes
El següent diagrama mostra les poblacions més properes.